# Яковлев, Будимир Григорьевич
Будимир Григорьевич Яковлев (род. 1957, Якутская АССР) — советский и российский спортсмен и тренер; Мастер спорта СССР, Заслуженный тренер РСФСР, Заслуженный тренер Республики Саха (Якутия), Почетный гражданин Нюрбинского улуса.

## Биография
Родился в 1957 году в Нюрбинском районе Якутской АССР.
Занимался борьбой, тренировался под руководством Заслуженного тренера СССР Д. П. Коркина. По его же рекомендации поступил в Минский институт физической культуры. Во время учебы продолжал занятия борьбой, становится чемпионом Белорусской ССР и защищал честь республики на Спартакиаде народов СССР.
После окончания вуза Будимир Яковлев вернулся в Якутию и начал работать тренером в Школе высшего спортивного мастерства. В числе его воспитанников: чемпион России, призер чемпионата мира — Пётр Юмшанов; чемпиона Казахстана, Азии и призер чемпионата мира — Леонид Спиридонов; чемпион Кыргызстана и призер чемпионата Азии — Иннокентий Иннокентьев.   
Работник в Школе высшего спортивного мастерства. В 2007 году был награждён Грамотой Президента Якутии за вклад в развитие физической культуры и спорта и многолетнюю добросовестную работу.